# Hoe laat is het?
Hoe laat is het? is een hoorspel van Ivo Michiels. Het is een oorspronkelijk spel voor stemmen, geschreven in gezamenlijke opdracht van de KRO in Hilversum en de Süddeutscher Rundfunk in Stuttgart. De Südwestfunk zond het hoorspel uit op 10 augustus 1972 onder de titel Wie spät is es? De KRO zond het uit in het programma Dinsdagavondtheater op dinsdag 7 november 1972. De regisseur was Léon Povel. Het hoorspel duurde 45 minuten.

## Rolbezetting
- Hans Veerman
- Willy Brill
- Joke Hagelen
- Tonny Foletta
- Eva Janssen
- Hans Karsenbarg
- Paul van der Lek
- Tine Medema
- Huib Orizand
- Dogi Rugani
- Nel Snel
- Frans Somers

## Inhoud
De auteur beschrijft de poging om een hoorspel te schrijven. Hij hoort stemmen, een onophoudelijke stroom van stemmen, die zich over een metronomisch gemeten tijd verdeelt en daarbij als een soort litanie geritmeerd en gebonden wordt. De auteur wordt steeds weer verhinderd aan deze ritus te ontkomen. Het niet geschreven hoorspel is het hoorspel…